# Borgo FC
Borgo Football Club là một câu lạc bộ bóng đá Pháp có trụ sở tại Borgo trên đảo Corsica. Câu lạc bộ được thành lập vào năm 1918 và năm 2017 sáp nhập với CA Bastia để thành lập FC Bastia-Borgo. Câu lạc bộ lần cuối đã chơi ở Championnat de France Amateur 2, giải hạng năm của bóng đá Pháp, sau lần thăng hạng gần đây nhất của họ từ Division d'Honneur trong mùa giải 2014-15. Trong thế kỷ 21, câu lạc bộ hai lần giành được cú đúp của đảo Corsican khi giành cả giải Division d'Honneur của khu vực và Coupe de Corse, một cuộc thi cúp khu vực của hòn đảo.